# Batalla de Mikatagahara
La batalla de Mikatagahara (三方ヶ原の戦い Mikatagahara no tatakai?,  enero de 1573) fue una de las batallas más famosas del daimio Takeda Shingen y una excelente demostración de sus tácticas basadas en el uso de la caballería.

## Primer Ataque
Mientras Takeda Shingen se dirigía al sur para atacar a Tokugawa Ieyasu en su fortaleza en Hamamatsu, sus tropas se encontraron con las de Tokugawa en una meseta llamada Mikata, que se encontraba justo al norte de la fortaleza. Según el Kōyō Gunkan, Shingen sobrepasaba a Ieyasu en una proporción de 3 a 1. Shingen organizó su ejército en una formación tipo gyōrin (escama de pez) mientras que Ieyasu dispuso a sus tropas en línea, de tal forma que pudiera utilizar mejor sus arcabuceros.
Alrededor de las 4 de la tarde, empezó a nevar y los arcabuceros abrieron fuego. El uso de armas de fuego era relativamente nuevo en Japón y tal vez Ieyasu confió en que su superioridad tecnológica pudiera ser un factor fundamental en la batalla, pero la caballería de Shingen cargó contra los arcabuceros y aunque algunos resistieron la carga muchos huyeron o fueron muertos.

## Segundo Ataque
Shingen ordenó a esta vanguardia que regresara para permitirle un pequeño descanso y un nuevo grupo de caballería comandado por Takeda Katsuyori y Obata Masamori inició una nueva carga. Pronto se les unió el grueso del ejército del clan Takeda, lo que puso en desbandada total a sus enemigos. Ieyasu mandó a uno de sus generales, Ōkubo Tadayo, a que plantara su gigante estandarte de  abanico dorado (uma-jirushi) para que sirviera como punto de reunión en Saigadake, donde la meseta se hace menos empinada. Entonces Ieyasu quiso regresar a enfrentarse al ejército de Takeda para socorrer a sus generales atrapados, pero Natsume Yoshinobu le persuadió de no hacerlo y de que se retirara, puesto que su vida era demasiado valiosa. Yoshinobu fue quien en persona dirigió un ataque contra las líneas de Takeda pero fue muerto en la batalla.

## Retirada
Cuando Ieyasu regresó al castillo Hamamatsu iba acompañado tan solo de cinco hombres. Tan mal le había resultado la batalla. Sin embargo ordenó que las puertas de la fortaleza se mantuvieran abiertas y los braseros encendidos para que su ejército en retirada pudiera encontrar el camino de vuelta con ayuda de las luces. Sakai Tadatsugu tocó un tambor de guerra para tratar de alentar al ejército de Tokugawa durante su retirada al castillo y que lo hiciera de modo noble y valiente. Esta táctica es conocida como la "estrategia del fuerte vacío". Cuando la vanguardia del ejército de Takeda dirigida por Baba Nobuharu y Yamagata Masakage escuchó los tambores y vieron las puertas del castillo abiertas y los braseros encendidos, pensaron que Tokugawa estaba preparando una trampa, por lo que decidieron detenerse y acamparon esa noche fuera del castillo. De haber continuado adelante es muy posible que hubieran podido tomar la fortaleza.
Por la noche, un pequeño grupo de soldados de Ieyasu atacó el campamento de los Takeda y los empujó hacia un barranco, donde quedaron indefensos. El ejército de Takeda se retiró a la mañana siguiente.